# Cardiopium stupidum
Cardiopium stupidum es una especie de arácnido del orden Pseudoscorpionida de la familia Olpiidae.

## Distribución geográfica
Se encuentra en Grecia, Israel y Rusia.